# Slaviša Jokanović
Slaviša Jokanović (en serbe en écriture cyrillique : Славиша Јокановић), né le 16 août 1968 à Novi Sad (Yougoslavie aujourd'hui en Serbie) est un footballeur et entraîneur serbe. Ce milieu de terrain de grande taille (1,91 m), international serbo-monténégrin, faisait partie de l'équipe du Deportivo La Corogne qui a remporté le championnat d'Espagne en 1999-2000.

## Biographie
Slaviša Jokanović est nommé entraîneur du Partizan Belgrade le 22 décembre 2007 à la suite de la démission de Miroslav Đukić qui a pris en main la sélection serbe. En septembre 2009, il est licencié.

## Palmarès

### Comme entraîneur
- Watford FC
  - Championship (D2)
    - Vice-champion : 2015

## Équipe nationale
- 64 sélections et 10 buts avec la Yougoslavie et la RF Yougoslavie entre 1991 et 2002.
- Participation à la coupe du monde 1998 et à l'Euro 2000 avec la RF Yougoslavie.